# Comuna Sadîc, Cantemir
Comuna Sadîc este o comună din raionul Cantemir, Republica Moldova. Este formată din satele Sadîc (sat-reședință) și Taraclia.

## Demografie
Conform datelor recensământului din 2014, comuna are o populație de 2.033 de locuitori. La recensământul din 2004 erau 2.364 de locuitori.

## Administrație și politică
Componența Consiliului local Sadîc (11 consilieri), ales la 5 noiembrie 2023, este următoarea:
|  | Partid                                        | Consilieri | Componență | Componență | Componență | Componență |
|  | --------------------------------------------- | ---------- | ---------- | ---------- | ---------- | ---------- |
|  | Partidul Dezvoltării și Consolidării Moldovei | 4          |            |            |            |            |
|  | Partidul Acțiune și Solidaritate              | 4          |            |            |            |            |
|  | Partidul Nostru                               | 2          |            |            |            |            |
|  | Partidul Socialiștilor din Republica Moldova  | 1          |            |            |            |            |